# Chirosia stratifrons
Chirosia stratifrons este o specie de muște din genul Chirosia, familia Anthomyiidae. A fost descrisă pentru prima dată de Huckett în anul 1949. Conform Catalogue of Life specia Chirosia stratifrons nu are subspecii cunoscute.